# Arattatha
Arattatha là một chi bướm đêm thuộc họ Noctuidae.